# 郭嘉
郭嘉（170年—207年），字奉孝，潁川陽翟人（今河南省禹州市），初為東漢末年群雄袁紹麾下，後成為曹操麾下重要謀士，任司空府軍師祭酒，封洧陽亭侯，諡號貞侯。

## 生平简介

### 弱冠隱居
郭嘉少年時已有遠見，見漢末天下將會大亂，於弱冠（二十歲）後便隱居，秘密結交英傑，不與世俗交往，所以不是太多人知道他。此前曾北見袁紹，瞭解袁紹的器度後，對其謀臣辛評、郭圖說：「有智慧的人，會審察自己的主公，這樣才可做一百件事而一百件事都成功，這才可建立功名。袁公徒欲仿傚周公禮賢下士，但未知用人之道。頭緒繁多卻不得要領，喜歡謀劃但優柔寡斷，想與他救濟天下的大難，成就霸王之業，難了！」於是離開遠去。

### 喜得明主
196年，郭嘉二十七歲時，被司徒趙溫辟為府吏；彼时曹操以司空之職架空三公，荀彧趁機向曹操推薦郭嘉頂替早逝的戲志才，曹操與郭嘉討論天下大事後說：「使孤成大业者，必此人也。（能使我成就大業的，必定是這個人。）」而郭嘉出門後，亦高興的說：「真吾主也。（果然夠資格當我的主公。）」曹操便為郭嘉特設司空府軍師祭酒一職。

### 料敵制勝
劉備被呂布襲擊，依附於曹操。謀士程昱向曹操建議殺死劉備，郭嘉則認為劉備已是有關張兩名虎將的名人，絕不會甘於人下，但殺之又會損曹操名聲，故建議軟禁劉備，但曹操覺得郭程二人言過其實，劉備根本沒那麼可怕與難馭，便不採二人之言，一心想讓劉備歸順自己。
198年，曹操東征呂布，呂布固守城池，曹軍疲乏，曹操有意退兵，但郭嘉勸說道：「昔日項籍七十多場戰爭未嘗敗北，但一朝失勢便身死國亡，因他恃勇無謀。如今呂布每戰皆敗，氣衰力盡，內外失守。呂布不及項籍，若乘勝攻擊，必定能擊敗他。」曹操同意。郭嘉與荀攸都認為必敗呂布，建議用水計強攻，果然攻克呂布。
不久，劉備藉口攻打袁術而離開曹操的勢力中心，程昱、郭嘉曾再勸阻曹操：「放走劉備，會生變數了！」但當時劉備已走，而且果然奪了下邳，對抗曹操，曹操大嘆不應放走劉備，便決定與袁紹開戰前，先東征劉備，眾將領都擔心袁紹會南下，令曹軍進退失據，曹操對此有疑惑，便問上郭嘉，郭嘉勸說曹操：「袁紹生性遲而多疑，必定不會來得很快。但劉備新起，眾心未附，若盡快攻擊，必敗劉備。此乃影響存亡的機會，一定不可以失去。」曹操同意。曹軍遂大破劉備，解決了東邊的問題，令劉備逃奔投靠袁紹。

### 籌畫所料
官渡之戰前，曹操擔心勢力不及袁紹，郭嘉與荀彧便分析出曹袁間的十勝十敗，令曹操信心大增。開戰後，兩軍於官渡對峙，江東之主孫策有意北上，攻擊曹操根據地許都，曹營眾人皆感恐懼，但郭嘉認為：「孫策剛平定江東，所殺的都是值得為他拼命的英雄豪傑。然而孫策平時又喜歡輕騎單出，雖然他擁有百萬之眾，但亦無異於獨自一人行走中原。若有刺客伏擊，他只是一人之敵而已。我的看法是他必為刺客所害。」果然，孫策未渡江已在一次狩獵中被仇敵許貢的食客所殺。
200年，曹操大敗袁紹。不久袁紹死去，曹操出兵討伐袁紹兒子袁譚、袁熙、袁尚，節節勝利，眾人都認為應該乘勝追擊，郭嘉則認為應退兵，令其自相殘殺，曹操從計，南擊劉備。袁譚、袁尚果因爭奪冀州而開戰。可是袁譚被袁尚所敗，出走平原，並派遣辛毗向曹操求降。曹操便進攻鄴城，將袁尚趕向北走。不久曹軍又擊敗袁譚，平定冀州。郭嘉被封為洧陽亭侯。
袁尚逃到烏桓，許多人都認為烏桓地處偏僻，不用征討袁尚。郭嘉卻提出，袁家父子於烏桓人有恩，是烏桓舊主，讓其逃脫，恐將來東山再起。曹公意欲對南方用兵，到時候難免腹背受敵。趁袁尚根基未穩立即發兵，方能防範於未然。

### 征伐遼東
曹營中都怕荊州的劉表會派劉備偷擊許都，但郭嘉認為劉表並未完全信任劉備，暫時不會有大動作，所以應儘快解決北方事宜，更建言要兵貴神速，宜留輜重，輕騎兼程，出其不意。207年，曹操繼續北上，討伐袁尚及外族烏桓，由於郭嘉建言，曹軍不帶輜重，遠征軍乏食，糧道也未建完善，軍糧無法送達，董昭建議開鑿平虜、泉州二渠因而解決運糧問題，然而夏天經常積水，道路不通，胡虜亦遮守蹊要，軍隊也無法前進，靠著田疇獻計假裝撤退，實際行小路攻擊大本營，大破敵軍，斬殺蹋頓，一路追殺袁尚。袁熙、袁尚前去投奔遼東太守公孫康，公孫康將他們殺死，表示歸附曹操，曹操成功統一北方。

### 追惜良臣
郭嘉随同曹操征讨乌桓的途中，已经身染重病。在临行前，就留下遗言：“吾不南回。”當曹操自柳城北還時，郭嘉因水土不服而病情加重，曹操非常擔心，不斷前去探望。可惜，郭嘉回天乏術，死時三十八歲。郭嘉临走前，也曾托付曹操照顾自己的妻子和一岁的儿子郭弈。曹操承诺以亲子待之。曹操一辈的人中，郭嘉年纪最轻，曹操曾有意自己身故之后，由郭嘉辅佐自己的儿子。如今郭嘉早逝，曹操对自己的继承人也无比担忧。曹操到其喪禮時，慟哭流涕，對荀攸等說：「公達等人年紀都是我的一輩，唯獨奉孝最為年少。當天下定了後，想囑託他後事，但他中年夭折，真是天命呀！」諡郭嘉為貞侯，其子郭奕繼嗣。208年，曹操於赤壁之戰大敗，大歎：「郭奉孝在，不使孤至此。」而後也經常懷念起他，如「哀哉奉孝！痛哉奉孝！惜哉奉孝！」262年，因功而受到曹奐於曹操廟庭祭祀的禮遇。

## 形象特徵
郭嘉體弱多病，行為不守禮法，就算被陳群檢舉，但仍不作改變，不過曹操愛惜郭嘉的才能不加責備，也對陳群的公正態度加以讚許。看其弱冠後隱居，可見他喜愛不受拘束。此外他有遠見，對他人的心理與性格都能推測清楚，如劉表、劉備、孫策、袁紹、袁譚、袁尚等都被其推測過，極其準確，又能精確地表達事情，曹操也大讚「只有郭奉孝能明白我的心思。」

## 民間藝術

### 三國演義
前期由荀彧推薦給曹操，再讓程昱加以肯定與推舉；是曹操麾下洞察力敏銳的謀士，深得信賴，自身也曾經推舉過參謀劉曄。遺計定遼東的劇情，成功讓公孫康斬殺二袁並降曹，使曹操不費一兵一卒兼领辽东（史书未载定辽东之策为郭嘉遺策）。

### 电视剧
- 1983年香港邵氏电影《神通术与小霸王》：顾冠忠飾演郭嘉
- 1993年电视剧《關公》：秦宝林飾演郭嘉
- 1994年电视剧《三国演义》：蒋恺飾演郭嘉，鲍大志配音，日语版为家中宏配音。
- 1999年电视剧《曹操》：安泽豪飾演郭嘉
- 2004年电视剧《武圣关公》：宋瑞飾演郭嘉
- 2010年电视剧《三国》：王今心饰演郭嘉
- 2013年电视剧《曹操》：严琨饰演郭嘉
- 2017年電視劇《軍師聯盟》：曹磊飾演郭嘉
- 2018年電視劇《三国机密》：王陽明饰演郭嘉

### 動漫遊戲
- 真三國無雙系列 / 無雙OROCHI系列（光榮公司開發，原三宅淳一配音；系列作真三國無雙八中，三宅淳一因病休養決定退出無雙系列，現在改由神原大地任郭嘉配音）
- 三國演義
- 《火鳳燎原》（陳某）、火鳳燎原外傳小說《袁方》、《奉孝》（王貽興）:設定是司馬徽的弟子，更是名聞天下的軍師集團「水鏡八奇」中的四奇，本來是袁紹收買其以分化八奇，後脫離控制，本身便身患重病得華佗診治，經三師兄賈詡推薦予曹操，為曹操策劃奉孝殺戳、濮陽練兵、水淹下邳，為官渡之戰穩定後方及鍛鍊軍心，在統一北方後病死，臨死前為曹操定下南征戰略，並訂囑曹操在自己死後七師弟諸葛亮即將出山及司馬懿為其接班人和可與諸葛亮匹敵，同時暗中制定副策，萬一南征失敗實行以保曹操安危。
- 《蒼天航路》中的郭嘉和正史一樣是洞察力敏銳的謀士，有慧眼識人的能力，乃當世奇才。

## 家庭

### 子
- 郭奕，郭嘉之子，繼嗣。任太子文學，早卒。

### 孫
- 郭深，郭奕之子，繼嗣。
- 郭敞，字泰中，有才識，任散騎常侍。

### 曾孫
- 郭獵，郭深之子，繼嗣。

## 評價
《三國誌》評曰:「程昱、郭嘉、董昭、刘晔、蒋济才策谋略，世之奇士，虽清治德业，殊於荀攸，而筹画所料，是其伦也。」
曹操：「使孤成大業者，必此人也。」、「唯奉孝為能知孤意。」、「郭奉孝在，不使孤至此。」、「哀哉奉孝！痛哉奉孝！惜哉奉孝！」
曹操表郭嘉：「臣聞褒忠寵賢，未必當身，念功惟績，恩隆後嗣。是以楚宗孫叔，顯封厥子；岑彭既沒，爵及支庶。故軍祭酒郭嘉，忠良淵淑，體通性達。每有大議，發言盈庭，執中處理，動無遺策。自在軍旅，十有餘年，行同騎乘，坐共幄席，東擒呂布，西取眭固，斬袁譚之首，平朔土之眾，踰越險塞，盪定烏桓，震威遼東，以梟袁尚。雖假天威，易為指麾，至於臨敵，發揚誓命，凶逆克殄，勳實由嘉。方將表顯，短命早終。上為朝廷悼惜良臣，下自毒恨喪失奇佐。宜追增嘉封，并前千戶，褒亡為存，厚往勸來也。」、 「軍祭酒郭嘉，自從征伐，十有一年。每有大議，臨敵制變。臣策未決，嘉輒成之。平定天下，謀功為高。不幸短命，事業未終。追思嘉勳，實不可忘。可增邑八百戶，并前千戶。」
曹操書信給荀彧，追思郭嘉：「郭奉孝年不滿四十，相與周旋十一年，阻險艱難，皆共罹之。又以其通達，見世事無所凝滯，欲以後事屬之，何意卒爾失之，悲痛傷心。今表增其子滿千戶，然何益亡者，追念之感深。且奉孝乃知孤者也；天下人相知者少，又以此痛惜。奈何奈何！」、「追惜奉孝，不能去心。其人見時事兵事，過絕於人。又人多畏病，南方有疫，常言『吾往南方，則不生還』。然與共論計，云當先定荊。此為不但見計之忠厚，必欲立功分，棄命定。事人心乃爾，何得使人忘之！」
《彧别传》：「戏志才、郭嘉等有负俗之讥，杜畿简傲少文，皆以智策举之，终各显名。」
朱敬则：「神人无功，达人无迹。张子房元机孤映，清识独流。践若发机，应同急箭；优游澹泊，神交太虚，非诸人所及也。至若陈平、荀彧、贾诩、荀攸、程昱、郭嘉、田丰、沮授、崔浩、张宾等，可谓天下之菁英。帷幄之至妙，中权合变，因败为功，爰自秦汉，讫於周隋。」
薛稷：「张良之翼汉王，郭嘉之协魏主，宋武之得穆之，齐高之得褚彦：定策决胜，谋夫孔多。」
李隆基：「孝文之得魏尚，虏不足忧；太祖之见郭嘉，知成吾事。」
洪迈：「荀彧、荀攸、郭嘉皆腹心谋臣，共济大事，无待赞说。」
章如愚：「至于三国，各自据其土而成鼎峙之势，亦诸人之力也。故在魏，则荀攸、贾诩之算无遗策，郭嘉、刘晔之才策谋畧，管宁之渊雅高尚，毛玠之典选清正；在吴，则周瑜、鲁肃之俦入为腹心，出为股肱，甘宁、凌统之徒奋其威，黄盖、蒋钦之属宣其力；在蜀，则诸葛孔明之长于治国，费祎、董允之志虑忠纯，向宠之性行均淑，皆一时之人杰也。」
陈亮：「以成魏之霸业者，昱、嘉之谋为多，而曹公尤痛惜嘉之死也。」
刘祁：「已而诸豪割据，士大夫各欲择主立功名，如荀攸、贾诩、程昱、郭嘉、诸葛亮、庞统、鲁肃、周瑜之徒，争以智能自效。」
郝经：「危哉！昭烈防不出数子之彀，操之遣拒袁术也，昱、嘉、昭皆以为不可遣，毒手莫施幸而飏去，料敌制胜卒使昭烈不得中原尺土。呜呼！数子何雠汉之深也。当是之时，魏有荀彧、荀攸、贾诩、程昱、郭嘉、董昭、刘晔、蒋济、司马懿为之谋，吴有张昭、周瑜、鲁肃、吕蒙、陆逊运其筹。」
罗贯中：「天生郭奉孝，豪杰冠群英。腹内藏经史，胸中隐甲兵。运筹如范蠡，决策似陈平。可惜身先丧，中原栋梁倾。」「虽然天数三分定，妙算神机亦可图。若是当时存奉孝，难容西蜀与东吴。」「经天纬地实可夸，少年才学冠中华。曹公深识真梁栋，兵败犹然想郭嘉。」
王夫之：「曹孟德推心以待智谋之士，而士之长于略者，相踵而兴。孟德智有所穷，则荀彧、郭嘉、荀攸、高柔之徒左右之，以算无遗策。」
何焯：「孟德追惜奉孝，而诸葛亦思孝直帷幄之助，不可或失其人，虽英雄必资群策也。」
姚范：「袭许年死，故属偶合，即死于刺客，亦非事之可决。嘉此语藉以强镇一时众志，又或兼知卜筮之术耳。」
朱乾：「故国以一人兴，以一人亡。郭嘉归魏而魏兴，管宁去汉而汉亡。迹其兴废，关乎人才去就如此。」
王鸣盛：「诸人皆魏之谋主也，运筹决胜，功绩卓然。」
毛泽东：「才识超群，足智多谋，出谋划策，功绩卓著。」「郭嘉是历史上一位杰出的智谋之士，他的十胜论几乎涉及了中国兵法思想的各个方面，切中要害，言简意赅，博大精深，古今罕成。」

## 延伸阅读
[在维基数据编辑]
 《三國志·卷14》，出自陳壽《三國志》
 在维基共享资源阅览影像